# 耐特菲姆公司
耐特菲姆公司（希伯來語：‎），是以色列灌溉设备制造商。该公司生产滴管、洒水器和微型发射器。除此之外耐特菲姆还生产和销售作物管理技术，包括监测、控制系统、给药系统和作物管理软件，以及各种服务，包括农业咨询和维护服务。截至2012年，耐特菲姆是快速发展的滴灌和微灌市场的全球领导者。它是全球最大的滴灌系统供应商，占全球市场份额的30%。